# Công tước xứ Gloucester
Công tước xứ Gloucester (tiếng anh: Duke of Gloucester) là một tước hiệu quý tộc của Vương thất Anh, thường được phong cho một con trai của Quốc vương đang trị vì, và được truyền lại cho con trai hợp pháp lớn nhất của họ. Tước hiệu này đã được tái sử dụng và phong lại 5 lần, trong đó 4 lần đầu tiên thuộc về Đẳng cấp quý tộc Anh, lần gần đây nhất là thuộc về Đẳng cấp quý tộc Vương quốc Liên hiệp Anh. Bốn lần đầu tiên nó đã bị hoàng gia thu hồi với nhiều lý do là người giữ tước hiệu cũng là người kế vị ngai vàng và đã hợp nhất với vương miệng khi họ trở thành Quốc vương, hoặc họ không có con trai hoặc qua đời khi chưa có con hay con họ ngoài giá thú.
Lần phong thứ 5 vào năm 1928 được phong cho Vương tử Henry con trai thứ 4 của vua George V và đã được truyền lại cho con trai ông khi ông qua đời. Người giữ tước hiệu hiện tại là Vương tử Richard.

## Danh sách Công tước Gloucester

### Lần sáng tạo đầu tiên
| Công tước | Chân dung | Sinh                                                                                 | Hôn nhân                              | Cái chết                           |
| --- | --------- | ------------------------------------------------------------------------------------ | ------------------------------------- | ---------------------------------- |
| Vương tử Thomas Nhà Plantagenet 1385–1397 các tước hiệu khác: Công tước Aumale (1385–1397), Bá tước Essex (1376–1397), Bá tước Buckingham (1377) |           | 7 tháng 1 năm 1355 Cung điện Woodstock Con trai của Edward III và Vương hậu Philippa | Eleanor de Bohun năm 1376 5 người con | 8 tháng 9 năm 1397 Calaisở tuổi 42 |
| Vào thời điểm Thomas qua đời năm 1397, ông bị xem là kẻ phản bội và các tước hiệu ông nắm giữ đã bị tước bỏ.                                     |           |                                                                                      |                                       |                                    |

### Lần sáng tạo thứ hai
| Công tước | Chân dung | Sinh                                                                                 | Hôn nhân | Cái chết                                      |
| --- | --------- | ------------------------------------------------------------------------------------ | --- | --------------------------------------------- |
| Vương tử Humphrey của Lancaster Nhà Lancaster 1414–1447 các tước hiệu khác: Bá tước Pembroke (1414) |           | 3 tháng 10 năm 1390 Lâu đài Lancaster Con trai của Henry IV của Anh và Mary xứ Bohun | Jacqueline, Nữ bá tước Hainaut năm 1422 (hủy bỏ năm 1428) 1 đứa con (thai chết lưu) Eleanor Cobham năm 1428 (hủy bỏ năm 1441) 2 đứa con | 23 tháng 2 năm 1447 Bury St Edmunds ở tuổi 56 |
| Vào thời điểm cuộc hôn nhân đầu tiên bị hủy bỏ, Humphrey có quan hệ với tình nhân Eleanor de Cobham. Tuy nhiên, họ đã sinh ra 2 người con trước khi kết hôn hợp pháp vì vậy hậu duệ của họ dẫ bị xếp vào bất hợp pháp và không được kết thừa tước hiệu từ cha. |           |                                                                                      | |                                               |

### Lần sáng tạo thứ ba
| Công tước | Chân dung | Sinh                                                                                               | Hôn nhân               | Cái chết                                     |
| --- | --------- | -------------------------------------------------------------------------------------------------- | ---------------------- | -------------------------------------------- |
| Richard Plantagenet Nhà York 1461–1483                                                                           |           | 2 tháng 10 năm 1452 Lâu đài Fotheringhay Con trai của Richard, Công tước xứ York và Cecily Neville | Anne Neville 1472–1485 | 22 tháng 8 năm 1485 Bosworth Field ở tuổi 32 |
| Richard lên ngôi ngai vàng Anh vào năm 1483 dưới tên Richard III và các tước vị của ông hợp nhất với vương miện. |           | |                        |                                              |

### Lần sáng tạo thứ tư
| Công tước                                 | Chân dung | Sinh                                                                         | Hôn nhân                                                           | Cái chết                                              |
| ----------------------------------------- | --------- | ---------------------------------------------------------------------------- | ------------------------------------------------------------------ | ----------------------------------------------------- |
| Vương tử Frederick Nhà Hannover 1717–1726 |           | 1 tháng 2 năm 1707 Leineschloss Con trai của George II và Vương hậu Caroline | Augusta xứ Sachsen-Gotha-Altenburg 17 tháng 4 năm 1736 9 người con | 31 tháng 3 năm 1751 Leicester House, London ở tuổi 44 |

### Nhã xưng, 1689
| Công tước                                              | Chân dung | Sinh                                                                                           | Hôn nhân | Cái chết                                             |
| ------------------------------------------------------ | --------- | ---------------------------------------------------------------------------------------------- | -------- | ---------------------------------------------------- |
| Vương tôn William của Đan Mạch Nhà Oldenburg 1689–1700 |           | 24 tháng 7 năm 1689 Cung điện Hampton Court, London Con trai của Anne I và Jørgen của Đan Mạch | Không có | 30 tháng 7 năm 1700 Lâu đài Windsor, Windsor 11 tuổi |

### Lần sáng tạo không được công nhận, 1717
| Công tước                                            | Chân dung | Sinh                                                                                  | Hôn nhân                                                       | Cái chết                                                     |
| ---------------------------------------------------- | --------- | ------------------------------------------------------------------------------------- | -------------------------------------------------------------- | ------------------------------------------------------------ |
| Frederick, Thân vương xứ Wales Nhà Hanover 1717–1726 |           | 1 tháng 2 năm 1707 Leineschloss, Hanover Con trai của George II và Vương hậu Caroline | Công nữ Augusta của Saxe-Gotha 17 tháng 4 năm 1736 9 người con | 31 tháng 3 năm 1751 Quảng trường Leicester, London ở tuổi 44 |

### Lần sáng tạo thứ năm
| Công tước                                                                                               | Chân dung | Sinh | Hôn nhân                                                   | Cái chết                                               |
| --- | --------- | --- | ---------------------------------------------------------- | ------------------------------------------------------ |
| Vương tử Henry Nhà Windsor 1928–1974 các tước hiệu khác: Bá tước Ulster và Nam tước Culloden (1928)     |           | 31 tháng 3 năm 1900 Điền trang York Cottage, Sandringham Con trai thứ ba của George V và Vương hậu Mary        | Alice Montagu Douglas Scott 6 tháng 11 năm 1935 2 con      | 10 tháng 6 năm 1974 Barnwell Manor, Barnwell ở tuổi 74 |
| Vương tôn Richard Nhà Windsor 1974 – nay các tước hiệu khác: Bá tước Ulster và Nam tước Culloden (1928) |           | 26 tháng 8 năm 1944 Nhà dưỡng lão Thánh Matthew, Northampton Con trai út của Vương tử Henry và Vương tức Alice | Birgitte Eva van Duers ngày 8 tháng 6 năm 1972 3 người con | - Đương nhiệm từ năm 1974                              |

## Dòng kế vị tước hiệu
- - (1)Alexander Windsor, Bá tước Ulster (sinh năm 1974)
    - (2) Xan Windsor, Nam tước Culloden (sinh năm 2007)